# Ефект на Кулешов
Ефектът на Кулешов е монтажен похват в киното, който се постига чрез съпоставянето на два независими един от друг кадъра, които си влияят помежду си и изграждат нов сюжетен смисъл на преживяванията. Носи името на влиятелния руски режисьор-теоретик Лев Кулешов, експериментатор в областта на филмовия монтаж.

## Описание
Режисьорът Лев Кулешов заснема продължителен кадър в близък план на актьора Мозжухин, с безизразно изражение на лицето. Следващата му стъпка е да го монтира повторно след различни други планове: чиния със супа, дете в ковчег и жена излегнала се на диван. Резултатът от взаимовръзката на съпоставените кадри, довежда до манипулиран нов смисъл на преживяванията на човека, показан на екрана. При първия случай той изглежда сякаш е гладен, при втория – опечален заради смъртта на детето, а при третия – очарован от младата девойка.
Ефектът на Кулешов в основата си е игра с възприятията на човека. Това се доказва в екперименталното му излъчване пред публика, състояща се от колеги на режисьора. След като го преглеждат, всеки един от зрителите, независимо един от друг заключават, че мъжът от филма е реагирал по различен начин в зависимост от това, което е показвано в предхождащата сцена. Но на практика изражението е било едно и също, като участникът най-вероятно дори не е предполагал след какви други кадри ще бъде монтиран образът му.
В случая наблюдаващият се отъждествява с емоциите на актьора на екрана и не може да възприеме факта, че такива отсъстват у него. И все пак, при осезаемата липса на експресия, зрителят сам му я възлага на подсъзнателно ниво. Нещо повече – гледащият, с чувство на превъзходство и доволство от себе си, дори се съмнява в това дали останалата част от аудиторията е уловила тънкостите в играта, които той е забелязал.
Лев Кулешов описва експеримента си в книгата си от 1929 г. „Киноизкуство“, както и в някои по-ранни записки.